# Александар Буквић
Александар Ј. Буквић (р. Скопље, 12. октобар 1878) био је српски политичар у Краљевини Југославији.

## Биографија
Рођен је у Скопљу 12. октобра 1878. у породици Херцеговца Јована Буквића и Марије Хаџистевкове Панчеве из угледне скопске ктиторске породице. Завршио је грчку школу, четири разреда у бугарској гимназији и као стипендиста султана Абдула Хамида студирао је на Галатасарајском лицеју. По завршетку студија уписао је Правни факултет у Београду. Од 1901. радио је за Руски конзулат у Скопљу, од 1908. био је и дописник Санктпетербуршке телеграфске агенције.
Буквић је био активан учесник српске акције у Македонији. Изабран је трајно за предсједник Скопске српске општине 1908. и као такав дочекао је током Првог балканског рата 1912. дочекао је заповједника 1. српске армије Александра Карађорђевића са хљебом и сољу. Био је члан Централног комитета Српске демократске лиге, која је основана одмах послије Младотурске револуције 1908. године.
Послије слома српске војске у Првом свјетском рату, пријавио се као добровољац у сједиште руске дивизије на Солунском фронту.
Послије оснивања Краљевства Срба, Хрвата и Словенаца 1918, бавио се трговином у Скопљу. На изборима 1920. изабран је за предсједника општине Скопље. Бавио се новинарством. Од 1927. до 1929. издавао је у Скопљу новине на турском језику „Глас народа” (Сади и милет).
На изборима 1931. изабран је за посланика из Скопља.